# SKA ME FOREVER
『SKA ME FOREVER』（スカ・ミー・フォーエバー）は2014年8月13日にcutting edgeから発売された東京スカパラダイスオーケストラ19作目のオリジナル・アルバム。

## 概要
- デビュー25周年記念作品。
- 初回限定盤（2CD+DVD+フォトブック+グッズ）[1]、通常盤（CD+DVD：紙ジャケット）[2]、通常盤（CD+DVD）[3]、通常盤（CD）[4]の4形態で発売。翌年2月はLP[5]も発売。
- 初回限定盤と通常盤（CD+DVD）にはミュージック・ビデオ、2014年開催25周年記念ホールツアー「SKA ME CRAZY」初日公演（川口総合文化センター）のライヴ及びドキュメンタリー映像を収録したDVD同梱。
- 初回限定盤は上記のDVD、アルバム取扱説明書的ガイド・ブック、25周年バックドロップ型風呂敷、メンバーソロ9曲ライブ音源収録のボーナスCDが同梱された豪華ボックス・セット仕様で発売されている。

## 収録曲

### CD
（全編曲：東京スカパラダイスオーケストラ）
1. ペドラーズ 2014
  - デビュー・アルバム『東京スカパラダイスオーケストラ』収録、ロシア民謡カバー楽曲の2014年バージョン。
2. One Way Punk 
  - 作詞・作曲・Vocal：谷中敦
3. Can't Take My Eyes Off You -君の瞳に恋してる- 
  - 作曲：Bob Crewe / Bob Gaudio
  - ベスト・アルバム『NO BORDER HITS 2025→2001 〜ベスト・オブ・東京スカパラダイスオーケストラ〜』にも収録された（ファンクラブ限定盤のみ）。
4. 閃光
  - 作詞：谷中敦・TAKUMA／作曲：GAMO／Vocal：TAKUMA
  - バンドコラボ三部作第一弾
  - 演奏に10-FEETが参加
5. Damned
  - 作曲：川上つよし
  - FPMがリミックス
6. Sunny Blues 7inch.
  - 作詞：谷中敦／作曲：GAMO
  - Vocal：沖祐市・加藤隆志・谷中敦
7. 流れゆく世界の中で
  - 作詞：谷中敦／作曲：沖祐市／Vocal：上江洌清作
  - バンドコラボ三部作第二弾
  - 演奏にMONGOL800が参加
8. For the GOAL
  - 作詞 : 茂木欣一・谷中敦／作曲・Vocal：茂木欣一
  - パーカッションに元フィッシュマンズの柏原譲が参加
9. Horizon
  - 作曲：川上つよし
  - ベスト・アルバム『TOKYO SKA TREASURES 〜ベスト・オブ・東京スカパラダイスオーケストラ〜』にも収録された。
10. Wake Up!
  - 作詞：谷中敦・後藤正文／作曲：加藤隆志／Vocal：後藤正文
  - バンドコラボ三部作第三弾
  - 演奏にASIAN KUNG-FU GENERATIONが参加
11. チャンス
  - 作詞：谷中敦／作曲：川上つよし／Vocal：茂木欣一
  - ベスト・アルバム『The Last』にも収録された。
12. The Tennessee Waltz
  - 作曲：Pee Wee King、Redd Stewart
13. 歓喜の歌（交響曲第九番）
  - 作曲：Ludwig van Beethoven

### 特典DVD　初回限定盤・通常盤（CD+DVD）のみ
※4〜13：25th Anniversary Hall Tour 2014 [SKA ME CRAZY] -Live+Documentary-
1. 閃光 feat.10-FEET 　Music Video
2. 流れゆく世界の中で feat.MONGOL800 　Music Video
3. Wake Up! feat.ASIAN KUNG-FU GENERATION 　Music Video
4. Opening Documentary
5. The Last Bandolero~ストレンジバード~ホールインワン~CALL FROM RIO~TIN TIN DEO~SOUL GROWL~JUST A LITTLE BIT OF YOUR SOUL~SKAHOLIC GENERATION~5 days of TEQUILA
6. YOU DON’T KNOW(WHAT SKA IS)
7. ルパン三世’78
8. スキャラバン
9. Interlude Documentary
10. 水琴窟
11. White Light
12. All Good Ska is One
13. 歓喜の歌（交響曲第九番）

### 初回限定盤ボーナスCD
1. JUSTA RADIO ”SKA ME FOREVER”edition -Opening-
2. Diamond In Your Heart
  - Vocal：加藤隆志
3. You’ll Never Walk Alone
  - Vocal：川上つよし
4. めくれたオレンジ
  - Vocal：谷中敦
5. What A Wonderful World
  - Vocal：NARGO
6. JUSTA RADIO ”SKA ME FOREVER”edition -Interlude-
7. 真夏の手紙
  - Vocal：沖祐市
8. One Night
  - Vocal：大森はじめ
9. I Beeped When I Shoulda Bopped”あんたに夢中”
  - Vocal：GAMO
10. さらば友よ
  - Vocal：北原雅彦
11. 世界地図
  - Vocal：茂木欣一